# Nanisme chez le cheval
Pour un article plus général, voir Nanisme.
Le nanisme chez le cheval est une forme phénotypique concernant la taille et les proportions du corps, qui se rencontre plus fréquemment chez certaines races telles que le Frison, le Shetland et le cheval miniature.
Le cheval fait partie des espèces animales domestiques chez lesquelles des formes de nanisme génétiquement héritées ont été étudiées, avec les bovins, moutons, poules, et une race de chèvres. Il s'agit d'une des conditions les plus faciles à reconnaître à partir de la morphologie de l'animal.

## Nanisme du cheval miniature
Chez le cheval miniature, 26,2 % d'un échantillon testé est porteur de nanisme chondrodysplasique, ce qui semble  être dû à une sélection des éleveurs en faveur d'une taille réduite.
Cette forme est causée par plusieurs mutations sur le gène ACAN, il s'agit donc de causes différentes de celles qui donnent les nanismes du poney Shetland et du Frison.
Chez le Shetland et le Frison, le nanisme est causé par une mutation des gènes SHOX et B4GALT7.
Chez le mini-Shetland, une mutation causale est identifiée sous le nom de variant ACAN:g.94370258G>C.

## Nanisme du Frison
Six cas de nanisme chez le Frison ont été étudiés phénotypiquement en 2008, avant la caractérisation génétique. Présent également à haute fréquence chez cette race, le nanisme du Frison est causé par une mutation sur le gène B4GALT7 du chromosome 8. Il s'apparente à l'osteochondrodysplasie, étant caractérisé par une croissance lente et faible des membres (qui restent 25 % plus court que la moyenne), et une croissance rapide de la longueur du dos et du volume de la tête, aboutissant à une morphologie disproportionnée par comparaison à la norme. La localisation du gène est proche de celle qui cause différentes formes de nanisme chez l'être humain.

## Médiatisation

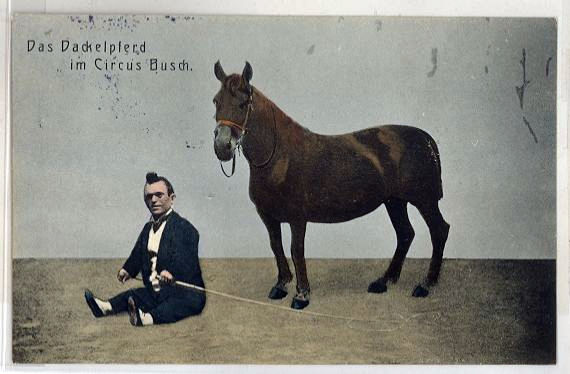
Cheval nain montré en spectacle dans un cirque au début du XX.

Thumbelina, une jument miniature naine, a été reconnue comme le plus petit cheval du monde en 2006. 